# Passionszeit

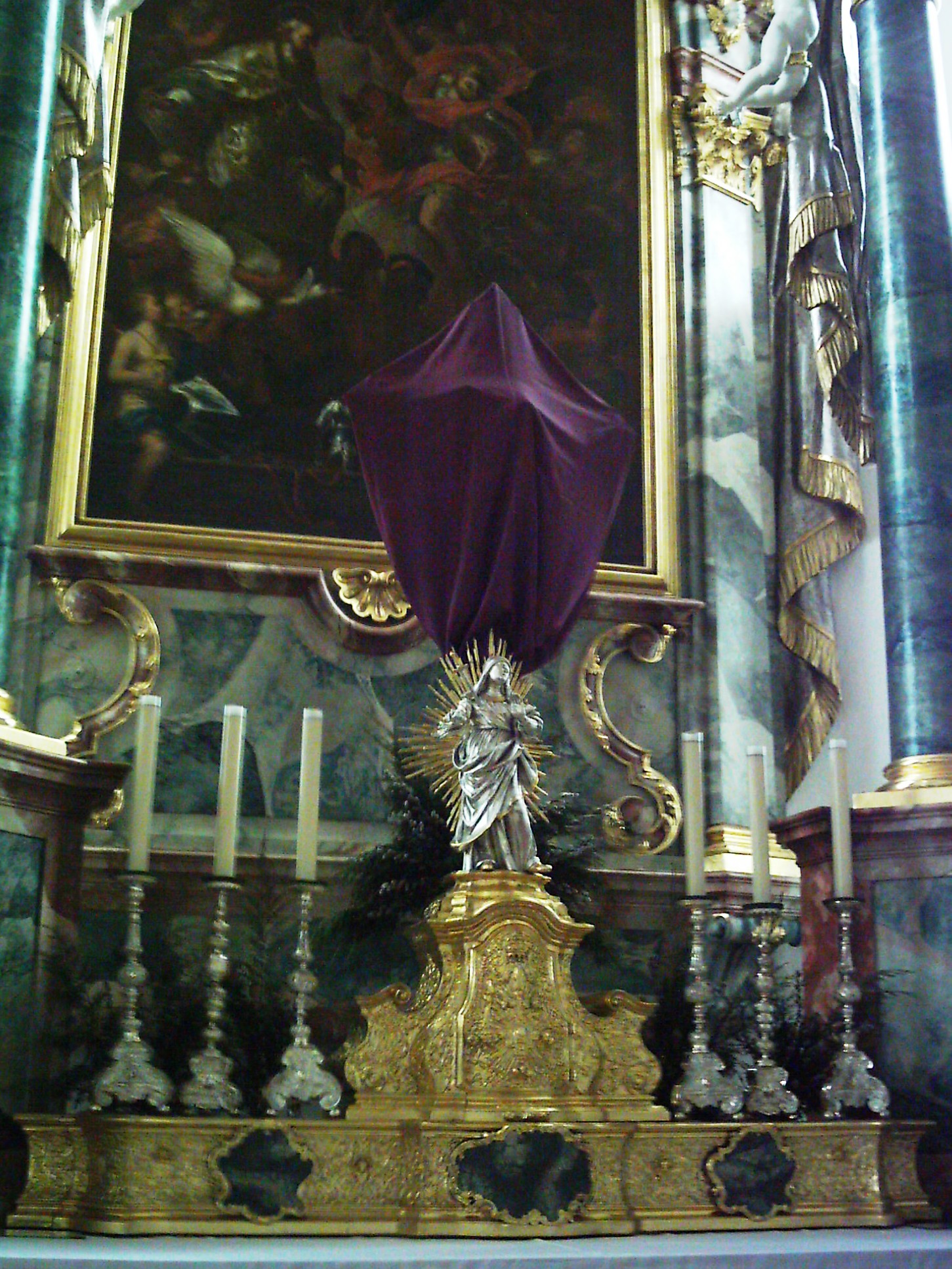
Symbol der Passionszeit – das verhüllte Kruzifix

Passionszeit bezeichnete bis zur Kalenderreform in der katholischen Kirche die zwei Wochen vom 5. Sonntag der Fastenzeit (auch Judica oder Passionssonntag genannt) bis zum Karsamstag, in der evangelischen Kirche dagegen die 40 Tage von Aschermittwoch bis zum Karsamstag.
Die Liturgie der Passionszeit ist in der katholischen Kirche dadurch gekennzeichnet, dass sie den Akzent von dem Gedanken der Buße hin zur Betrachtung des Leidens Jesu Christi verschiebt. Äußerliches Kennzeichen der Passionszeit in der katholischen Kirche ist die Verhüllung der Kruzifixe und Kreuze, mancherorts auch von Statuen, mit Ausnahme solcher, die den leidenden Christus zeigen, wie etwa der Schmerzensmann, durch violette oder schwarze Tücher. In der Regel werden auch Flügelaltäre geschlossen und die für die Passionszeit gestalteten Seiten gezeigt. In der evangelisch-lutherischen Kirche in Deutschland war es bis zu Beginn des 19. Jahrhunderts üblich, die Kreuze zu verhüllen.
Im Bereich der evangelisch-lutherischen und unierten Kirchen finden in der Passionszeit oft zusätzliche Passionsandachten während der Woche statt. Die Passionszeit gilt als Zeit der Buße und Besinnung auf die Erlösung von Sünde und Tod durch das Kreuzesopfer Jesu Christi und erreicht am Karfreitag ihren Höhepunkt.